# Okręg wyborczy Menzies
Okręg wyborczy Menzies (ang. Division of Menzies) – jedmandatowy okręg wyborczy do Izby Reprezentantów Australii, położony we wschodniej części Melbourne. Powstał w 1984, jego patronem jest były premier Australii Robert Menzies. 

## Lista posłów
| okres urzędowania | poseł         | przynależność              |
| ----------------- | ------------- | -------------------------- |
| 1984-1991         | Neil Brown    | Liberalna Partia Australii |
| od 1991           | Kevin Andrews | Liberalna Partia Australii |

źródło: 